# 299 Park Avenue
299 Park Avenue es un rascacielos de oficinas en Park Avenue entre las calles 48 y 49 en Midtown Manhattan, Nueva York (Estados Unidos). Fue diseñado por el estudio de arquitectura Emery Roth & Sons. Su construcción comenzó en 1965 y finalizó en 1967. Mide 175 metros y tiene 42 pisos.

## Historia

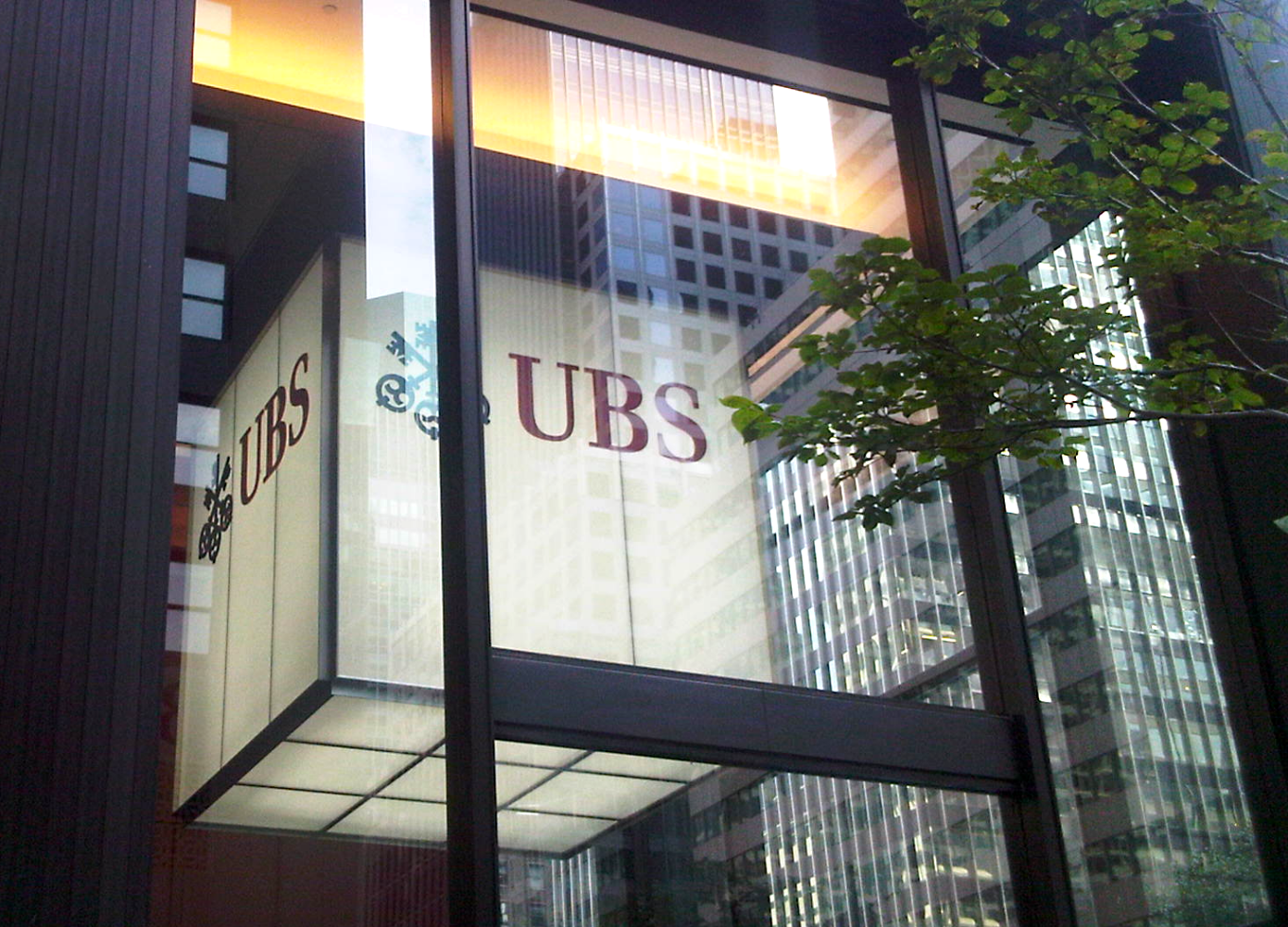
Entrada a las oficinas de UBS Investment Bank en Nueva York en 299 Park Avenue

Diseñado en el estilo internacional por Emery Roth & Sons, el edificio fue inaugurado en 1967. Tiene 42 pisos y aproximadamente 175 m altura. 299 Park es un rascacielos negro con parteluces de acero inoxidable delgados, brillantes y mate, que se alternan y enfatizan su altura. El edificio tiene unos 110 000 m² de área disponible.
El edificio fue construido en la ubicación del Park Lane Hotel original. El edificio se construyó originalmente sobre las vías principales del ferrocarril de la línea New Haven del Ferrocarril Metro–North, lo que hizo que la construcción y la ingeniería del edificio fueran muy complicadas. Los cimientos del edificio se construyeron a través de "vías de escalera", dos capas de vías de ferrocarril, no en posición de plataforma. La construcción se completó sin interferir con el funcionamiento del ferrocarril. En 1980 y nuevamente en 1981, el edificio sufrió daños por grandes incendios; el incendio de 1980 causó lesiones a 125 bomberos.
Durante gran parte de su historia, el edificio se conoció comúnmente como el Edificio Westvaco y fue la sede de Westvaco. En la actualidad, el sucesor de la empresa, MeadWestvaco, sigue utilizando el edificio como oficina regional. El edificio también fue la sede del bufete de abogados Debevoise, Plimpton, Lyons & Gates antes de abandonar el edificio en 1983.
Desde su construcción, 299 Park es propiedad mayoritaria y está bajo el control de Fisher Brothers, un grupo de inversión inmobiliaria, que desarrolló el sitio en la década de 1960. Fisher Brothers ocupa los dos pisos superiores del edificio para su sede. Antes de la crisis financiera de 2008, UBS poseía una participación del 49,5% en el edificio. El banco inició una subasta por su participación minoritaria en el edificio en 2009 y vendió su participación por 335 millones de dólares a principios de 2010, lo que implica una valoración total de poco más de 675 millones de dólares. El comprador fue Rockpoint Investments, una empresa de inversión inmobiliaria. UBS también subarrendará una parte de su espacio en el edificio en 2009.